# Nezvěstice
Nezvěstice är en ort i Tjeckien.   Den ligger i regionen Plzeň, i den västra delen av landet, 80 km sydväst om huvudstaden Prag. Nezvěstice ligger 377 meter över havet och antalet invånare är 1 353.
Terrängen runt Nezvěstice är platt åt sydost, men åt nordväst är den kuperad. Nezvěstice ligger nere i en dal. Runt Nezvěstice är det ganska tätbefolkat, med 100 invånare per kvadratkilometer. Närmaste större samhälle är Plzeň, 15,7 km nordväst om Nezvěstice. Trakten runt Nezvěstice består till största delen av jordbruksmark.